# Did I Shave My Legs for This?
Did I Shave My Legs for This? è il primo album in studio della cantante statunitense Deana Carter, pubblicato il 1º marzo 1995 dalla Patriot Records.

## Descrizione
Anticipato dal singolo Angel Without a Prayer, l'album si compone di dodici brani, tutti caratterizzati dall'unione di sonorità folk, country moderno e pop.
L'anno seguente l'album è stato ripubblicato dalla Capitol Nashville per il mercato statunitense con una copertina differente e una lista tracce completamente rivisitata, con la sostituzione di alcuni brani (tra cui il sopracitato Angel Without a Prayer e il secondo singolo Are You Coming Home Today?) in favore di altri, come i singoli We Danced Anyway e Strawberry Wine.

## Tracce

### Edizione britannica
1. Angel Without a Prayer – 5:18 (Deana Carter, Michael Smotherman, Michael Dan Ehmig)
2. Rita Valentine – 3:25
3. I've Loved Enough to Know – 3:23
4. I Can't Shake You – 3:12
5. Are You Coming Home Today? – 3:52 (Deana Carter)
6. Did I Shave My Legs for This? – 3:25
7. Turn Those Wheels Around – 3:11 (Chuck Jones, Deana Carter)
8. Graffiti Bridge – 3:38
9. Before We Ever Heard Goodbye – 3:46
10. We Share a Wall – 3:20 (Deana Carter, Trey Bruce)
11. Don't Let Go – 2:23
12. Just What You Need – 3:23

### Edizione statunitense
1. I've Loved Enough to Know – 3:22 (Deana Carter, Chuck Jones)
2. We Danced Anyway – 3:23 (Matraca Berg, Randy Scruggs)
3. Count Me In – 3:24 (Deana Carter, Chuck Jones)
4. If This Is Love – 2:53 (Al Anderson, Craig Wiseman)
5. Love Ain't Worth Making – 3:44 (Deana Carter, Scott Poston)
6. Before We Ever Heard Goodbye – 3:45 (Deana Carter, Chuck Jones)
7. How Do I Get There – 4:09 (Deana Carter, Chris Farren)
8. Strawberry Wine – 4:51 (Matraca Berg, Gary Harrison)
9. That's How You Know It's Love – 4:27 (Stephony Smith)
10. Did I Shave My Legs for This? – 3:11 (Deana Carter, Rhonda Hart)
11. To the Other Side – 4:10 (Kim Carnes, Greg Barnhill)

## Formazione
Crediti tratti dall'edizione statunitense dell'album.
Musicisti
- Deana Carter – voce, cori (tracce 1, 5 e 6)
- Dan Dugmore – chitarra acustica, steel guitar
- Chris Farren – chitarra acustica, cori (tracce 1, 5 e 6)
- Larry Franklin – fiddle, mandolino (tracce 2-4, 7-11)
- Dan Huff – chitarra elettrica (tracce 1, 5 e 6)
- Chuck Jones – chitarra acustica (tracce 1, 5 e 6)
- Steve Nathan – hammond B3 (tracce 1, 5 e 6)
- Pete Wasner – pianoforte (tracce 1, 5 e 6)
- Lonnie Wilson – batteria (tracce 1, 5 e 6)
- Glenn Worf – basso (tracce 1, 5 e 6)
- Nashville String Machine – strumenti ad arco (tracce 1, 5 e 6)
- David Campbell – arrangiamento strumenti ad arco (tracce 1, 5 e 6)
- Carl Gorodetsky – direzione strumenti ad arco (tracce 1, 5 e 6)
- Chris DiCroce – cori (tracce 1, 5 e 6)
- Joe Chaney – basso (tracce 2-4, 7-11)
- John Hobbs – tastiera e pianoforte (tracce 2-4, 7-11)
- Greg Morrow – batteria e percussioni (tracce 2-4, 7-11)

Produzione
- Chris Farren – produzione
- Steve Marcantonio – registrazione
- Tom Harding – registrazione aggiuntiva
- Denny Purcell – mastering
- Jimmy Bowen – produzione (tracce 1, 5 e 6)
- John Guess – produzione (tracce 1, 5 e 6)
- Marty Williams – registrazione (tracce 1, 5 e 6)
- Derek Bason – assistenza alla registrazione (tracce 1, 5 e 6)

## Classifiche
| Classifica (1996)     | Posizione massima |
| --------------------- | ----------------- |
| Stati Uniti (country) | 2                 |
| Classifica (1997)     | Posizione massima |
| Stati Uniti           | 10                |